# Georgenkirche (Waren)

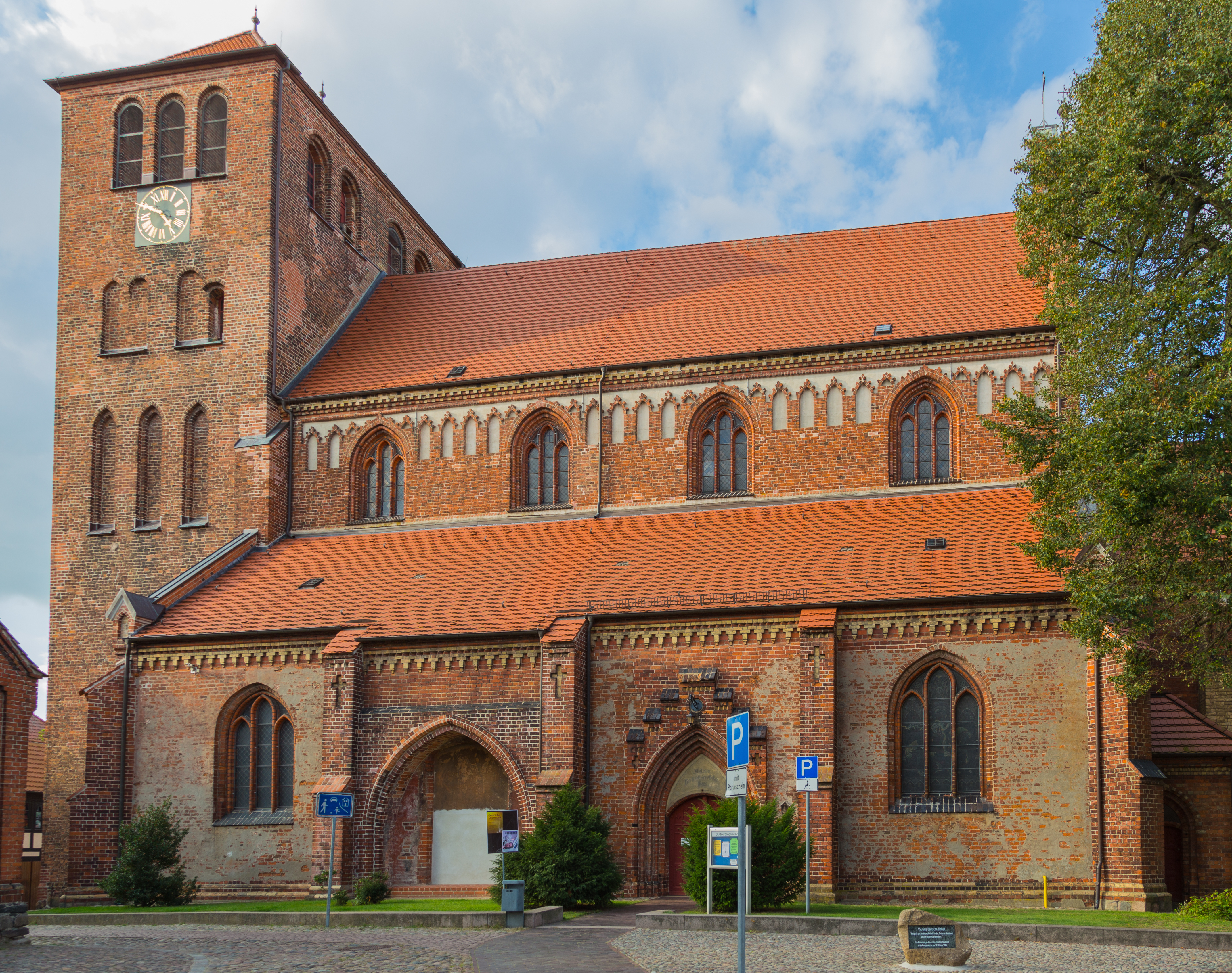
St.-Georgen-Kirche in Waren (Müritz)

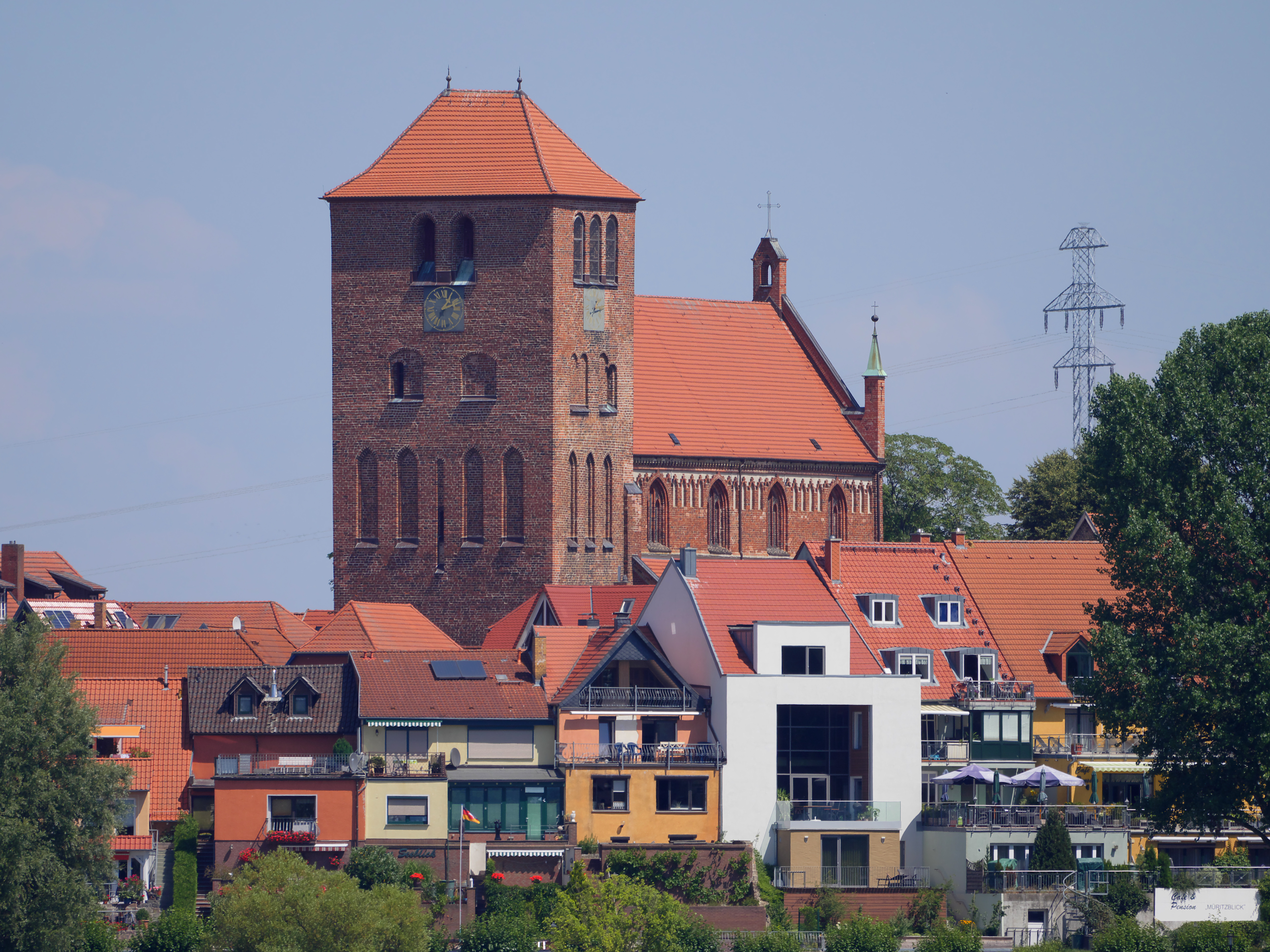
St.-Georgen-Kirche von der Müritz aus gesehen.

Die Georgenkirche in Waren (Müritz), De Oll Kerk, ist eine evangelische Pfarrkirche im historischen Stadtkern von Waren (Müritz) im Landkreis Mecklenburgische Seenplatte in Mecklenburg-Vorpommern. Die Kirchgemeinde St. Georgen hat nach eigenen Angaben etwa 1600 Mitglieder und gehört zur Propstei Neustrelitz, Kirchenkreis Mecklenburg der Evangelisch-Lutherischen Kirche in Norddeutschland.

## Chronik und Beschreibung
Eine Kirche wurde um 1273 erstmals erwähnt. Diese war vermutlich noch eine Holzkirche, da keinerlei bauliche Reste vorhanden sind. Um 1300 wurde mit dem Bau des jetzigen Kirchengebäudes begonnen. Die Georgenkirche vom Anfang des 14. Jahrhunderts war eine dreischiffige Basilika mit vierjochigem Langhaus, das von einem Kreuzrippengewölbe gedeckt wird.
Der Bau besteht aus Backsteinen. Der quadratische Westturm ist aus dem Jahr 1414. Der im Jahr 1699 wütende Brand zerstörte die Inneneinrichtung und den Glockenturm. Die Hitze ließ selbst die Glocken schmelzen. Die Herrichtung des Gebäudes im neugotischen Stil fand erst Mitte des 19. Jahrhunderts statt. Ostern 1867 erfolgte die Neuweihung.

## Ausstattung
Altar, Kanzel und Doppelempore wurden im neugotischen Stil geschaffen. Der Altar ist ebenfalls neugotisch, ihn ziert ein einfaches Holzkreuz. Der Korpus wurde in den 1960er Jahren vergoldet.

## Orgel

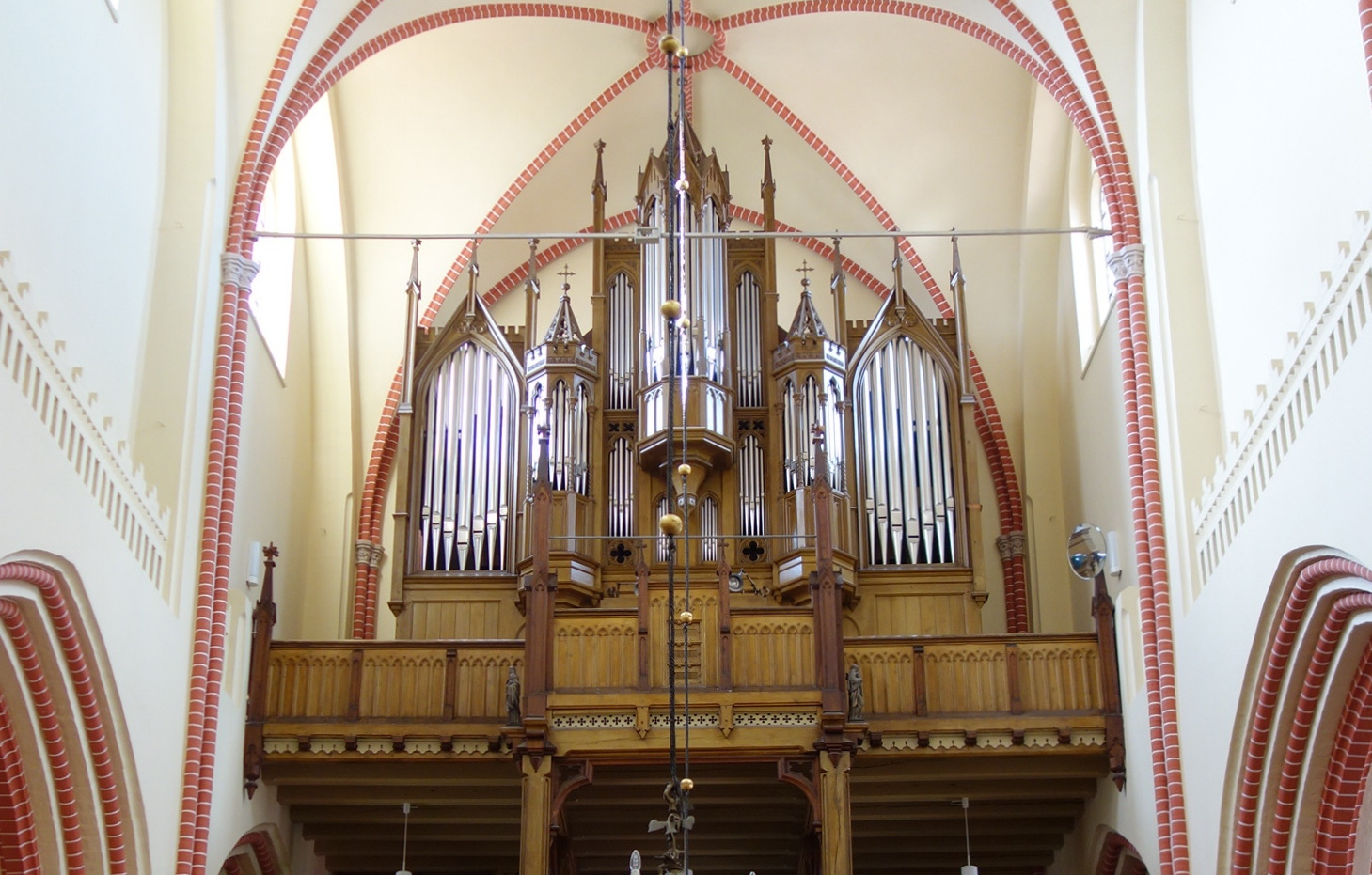
Lütkemüller-Orgel

Die Orgel wurde 1856 von Friedrich Hermann Lütkemüller aus Wittstock mit 22 Registern erbaut und 1879 durch Einbau einer Aeoline im Oberwerk erweitert. 1956 wurde das Instrument durch den Orgelbauer Barnim II Grüneberg (Greifswald) umdisponiert und erweitert und hatte nun etwa 1600 Pfeifen, 26 Register, verteilt auf zwei Manuale und Pedal.
| I Hauptwerk C–f3 |         |
| Bordun           | 16’     |
| Principal        | 08’     |
| Flöte doppelt    | 08’     |
| Gedackt          | 08’     |
| Octave           | 04’     |
| Quinte           | 02 ⁄3’  |
| Octave           | 02’     |
| Terz             | 01 3⁄5’ |
| Mixtur VI        |         |
| Trompete         | 08’     |

| II Schwell-Oberwerk C–f3 |        |
| Geigenprincipal          | 08’    |
| Gedackt                  | 08’    |
| Quintade                 | 08’    |
| Octave                   | 04’    |
| Rohrflöte                | 04’    |
| Flachflöte               | 02’    |
| Sifflöte                 | 01 ⁄3’ |
| Zimbel III               |        |

| Pedalwerk C–f1 |     |
| Violon         | 16’ |
| Subbaß         | 16’ |
| Principalbaß   | 08’ |
| Gedacktbaß     | 08’ |
| Octave         | 04’ |
| Mixtur IV      |     |

Durch die Orgelwerkstatt Kristian Wegscheider aus Dresden erfolgte von September 2023 bis Oktober 2024 eine Restaurierung mit Rückführung auf die originale Disposition der Lütkemüller-Orgel von 1856 und Ergänzung einer Klarinette.

## Geläut
Im Glockenturm der Kirche hängen vier Glocken. Die kleinste Glocke (as, 500 kg) stammt aus dem Jahre 1925. Die drei größeren Glocken wurden im Jahre 2020 gegossen und zu Ostern 2021 geweiht. Es sind die Friedensglocke (fis, 962 kg), die Oster- oder Auferstehungsglocke (e, 1234 kg) und die Vater-unser-Glocke (cis, 2206 kg). Sie ersetzen zwei Gusseisenglocken aus dem Jahre 1960, deren Vorgänger aus dem Jahre 1925 im Zweiten Weltkrieg eingeschmolzen worden waren. Bereits das Geläut von 1925 war der Ersatz von drei der vier Glocken, die im Ersten Weltkrieg abgehängt wurden.

## Pastoren
- 1956–1971: Sibrand Siegert (1925–2022)